# GP02 (イー・アクセス)
GP02 (ジーピー ゼロニ) は、華為技術日本が開発した、イー・アクセス向けW-CDMA/DC-HSDPA対応のデータ通信端末。

## 概要
イー・アクセスのモバイルWi-Fiルータとしては初となるDC-HSDPA対応端末。
しかし、2013年6月に発表された、DC-HSDPAの帯域をLTE向けにリプレースする方針に伴い、同年8月中旬以降、最高速度がHSPA+レベルまで低下することから、「巻き取り」の対象端末（ほか、D41HW、GD01、GP03）の1つとなっている。

## 沿革
- 2011年6月24日 - 製品を発表
- 2011年7月25日 - 発売日を発表
- 2011年7月28日 - 発売

## アップデート履歴
- 2011年8月10日実施分[2]
  - microSDカードを装着した状態での動作の安定性を向上
  - Mac OS 10.6搭載PCへのインストール時の安定性を向上
- 2012年2月1日実施分[3]
  - マルチSSID機能への対応
  - セキュリティー強化
    - GP02設定ツールにログインした状態で悪意あるページにアクセスした場合に、GP02の設定内容が初期化されてしまう可能性を解消